# Oxynopterus kurosawai
Oxynopterus kurosawai là một loài bọ cánh cứng trong họ Elateridae. Loài này được Suzuki miêu tả khoa học năm 2001.